# Cujama (Okajama)
Cujama (japonsky 津山市 – Cujama-ši) je japonské město v prefektuře Okajama na ostrově Honšú. Žije zde přibližně 99 tisíc obyvatel. Ve městě se nachází několik šintoistických chrámů (např. Nakajama) a rozlehlý Cujamský hrad ze 17. století. Během roku se koná několik festivalů. Město je též důležitou křižovatkou v jižní části ostrova Honšú.

## Partnerská města
- Santa Fe, Spojené státy americké

## Slavné osobnosti
- Joe Odagiri (* 1976) – japonský herec a muzikant
- Koši Inaba (* 1964) – japonský vokálový zpěvák a skladatel